# Kočenëvo
Kočenëvo (in lingua russa: Коченёво) è una città della Russia siberiana sudoccidentale, nell'Oblast' di Novosibirsk. La città è il capoluogo amministrativo del distretto Kočenëvskij.